# Schlacht um die Aleuten
Dutch Harbor – 1. Attu – 1. Kiska – 2. Kiska – 3. Kiska – Komandorski-Inseln – 2. Attu – Chichagof Harbor – 4. Kiska

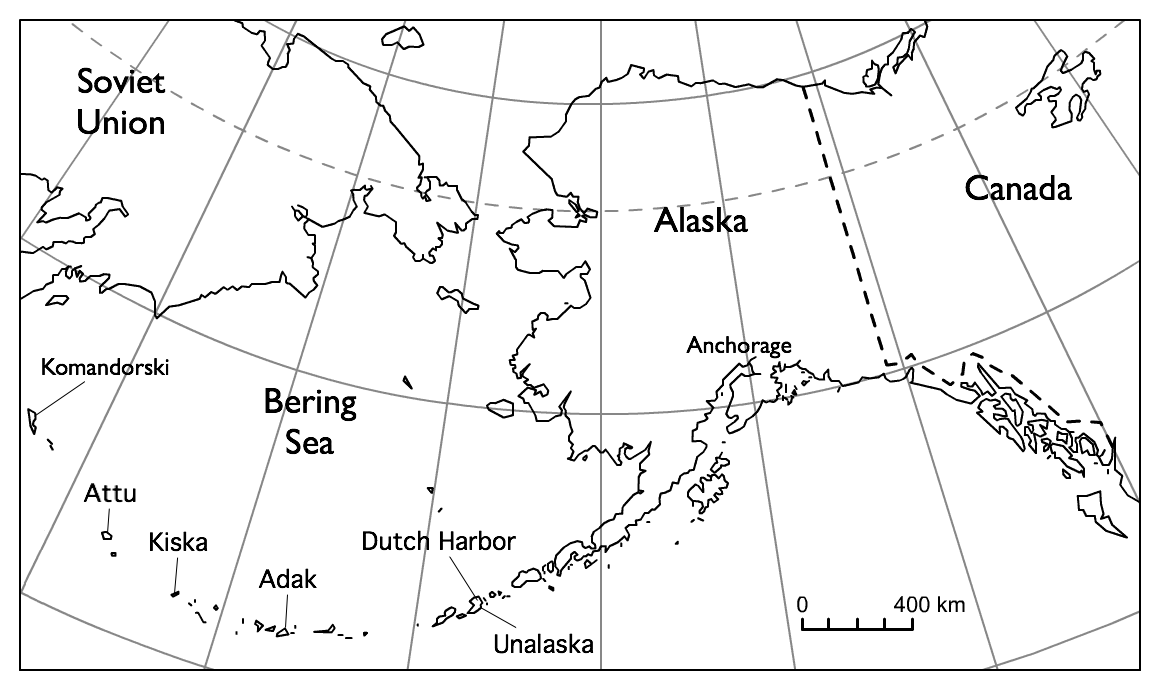
Lage der Inseln

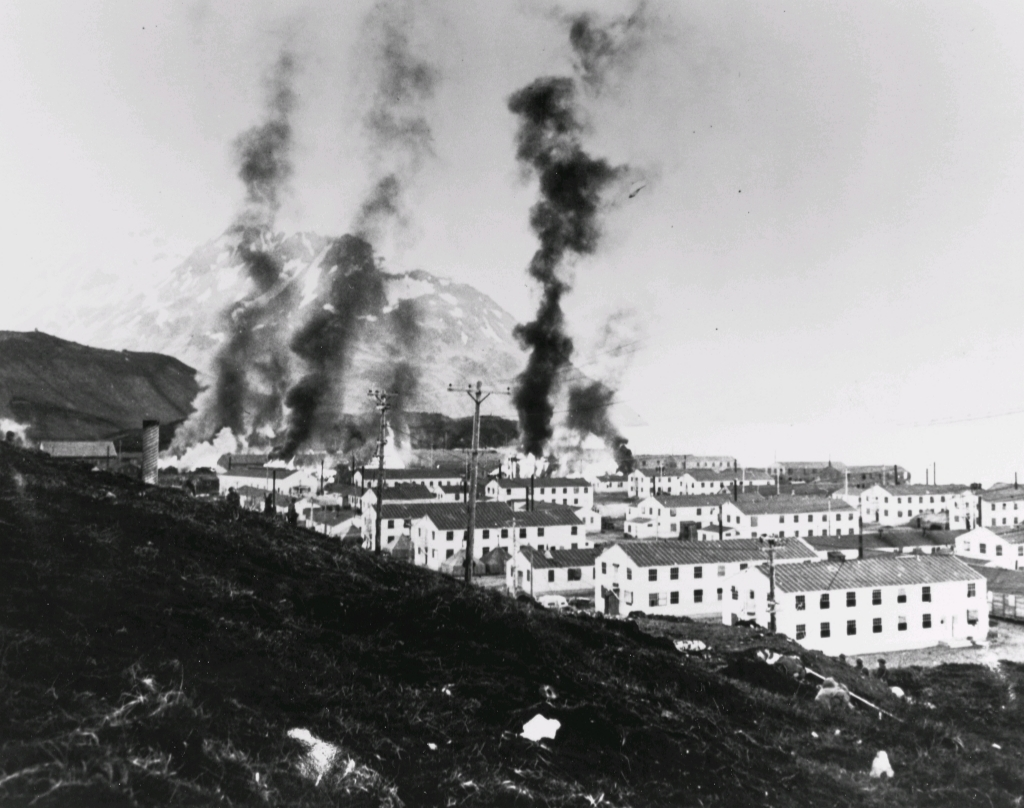
Brennende Häuser in Dutch Harbor nach einem japanischen Luftangriff (3. Juni 1942)

Die Schlacht um die Aleuten war eine militärische Operation des Pazifikkrieges im Zweiten Weltkrieg, die sich im äußersten Nordwesten der USA bei der zu Alaska gehörenden Inselgruppe der Aleuten abspielte.
Japanische Kräfte besetzten im Juni 1942 die beiden Inseln Kiska und Attu. Die Invasion fand gleichzeitig mit der Schlacht um Midway statt, so dass Historiker annehmen, es könnte sich um einen – erfolglosen – Versuch gehandelt haben, die US-Pazifikflotte abzulenken; tatsächlich waren die Aleuten sowohl für Japan als auch für die USA ohne strategischen Wert. Die Abgelegenheit der Inseln und die schwierigen Wetter- und Geländeverhältnisse führten dazu, dass fast ein Jahr verging, bevor die USA zu einem Gegenschlag in der Lage waren. Attu wurde im Mai 1943 von den US-amerikanischen Truppen zurückerobert, Kiska rund zwei Monate später.
Die Schlacht wurde von der gleichzeitig geschlagenen Schlacht um Guadalcanal überschattet und wird daher auch die „Vergessene Schlacht“ genannt.

## Der japanische Angriff
Am 3. Juni 1942 griffen japanische Bomber Dutch Harbor auf Unalaska an. Wegen des schlechten Wetters fand nur die Hälfte der Flugzeuge ihr Ziel, so dass sich der Schaden in Grenzen hielt. Die japanischen Landungen auf Kiska am 6. Juni 1942 und Attu am 7. Juni trafen nur auf geringen Widerstand. Der größte Teil der einheimischen Bevölkerung der Inseln, die Aleuten, war vor der Invasion gewaltsam evakuiert und in Lagern in Alaska Panhandle interniert worden, in denen viele an Seuchen und Unterernährung starben. Die 42 zurückgebliebenen Einwohner wurden in ein Gefangenenlager bei Otaru auf Hokkaidō gebracht; 16 von ihnen starben dort.

## Die Reaktion der Alliierten
Die Einnahme von Kiska und Attu führte in den USA zu der Annahme, dass die Japaner beide Inseln als Ausgangspunkt für Luftangriffe auf die US-Küste nutzen würden. Japan verfügte allerdings weder über Langstreckenbomber noch über die Mittel, entsprechende Stützpunkte auf den Aleuten einzurichten und zu unterhalten. Dennoch wurde es zur Frage des nationalen Selbstbewusstseins, die ersten Invasoren amerikanischen Bodens seit dem Krieg von 1812 zu vertreiben.
Im August 1942 richteten die USA einen Luftstützpunkt auf Adak ein und begannen, japanische Stellungen auf Kiska zu bombardieren. Marinekräfte unter Konteradmiral Charles McMorris wurden beauftragt, die japanischen Versorgungskonvois zu unterbrechen. Nach der Seeschlacht bei den Komandorski-Inseln verzichteten die Japaner auf weitere Versuche, ihre Garnisonen auf den Aleuten durch Überwasserkräfte weiterzuversorgen. Ab dann wurden nur noch U-Boote zur Versorgung eingesetzt.

### Schlacht um Attu
Das Unternehmen zur Rückeroberung von Attu (Operation Landcrab) begann am 11. Mai 1943. Der Mangel an Landungsbooten, ungeeignete Strände und die bei dem widrigen Wetter versagende Ausrüstung machten es sehr schwierig, Truppen gegen die Japaner zu werfen. Viele Soldaten litten an Frostbeulen, weil wichtige Versorgungsgüter nicht gelandet oder nach ihrer Ankunft nicht ausgeliefert werden konnten, da die Fahrzeuge in der Tundra nicht funktionierten. Die japanischen Verteidiger bekämpften die Truppenanlandungen nicht, aber sie gruben sich auf hochgelegenem Gelände fern von den Stränden ein. Die Amerikaner verloren 3929 Mann: 1481 Gefallene (549 fielen im Gefecht, 614 erlagen Seuchen und 318 starben aus verschiedenen Ursachen, meistens durch japanische Sprengfallen und eigenes Feuer), 2348 Verwundete (1148 wurden im Kampf verwundet, 1200 erlitten schwere Kälteschäden) und 100 Vermisste. Insgesamt fielen etwa 25 % der amerikanischen Kräfte. Am 29. Mai gingen die letzten japanischen Einheiten durch einen Banzai-Angriff bewusst in den Tod, um nicht in Gefangenschaft zu geraten. Amerikanische Begräbniskommandos zählten 2351 japanische Tote, aber es wird angenommen, dass während der Kämpfe Hunderte mehr begraben worden sind.

### Landung auf Kiska
Am 15. August 1943 landeten 34.426 alliierte Soldaten, unter anderem die First Special Service Force sowie die 7th Infantry Division, darunter 5300 Kanadier, in der Operation Cottage auf Kiska und fanden es verlassen vor. Die Japaner hatten am 28. Juli ihre Truppen erfolgreich abgezogen, ohne dass die Amerikaner es bemerkten. Die United States Army Air Forces hatten über eine Woche längst verlassene Stellungen bombardiert. Dennoch verloren die Alliierten hier 313 Mann durch eigenes Feuer, japanische Sprengfallen, Seuchen oder Frostschäden.
Die Schlacht um die Aleuten war bis heute das letzte Gefecht zwischen souveränen Staaten, das auf US-amerikanischem Boden ausgetragen wurde.

## Filme
- 1943: Report from the Aleutians – Dokumentarfilm von John Huston